# ジャンジャンパラダイス (脱衣麻雀)
ジャンジャンパラダイスは、1996年に発売されたアーケード用脱衣麻雀。開発：エレクトロデザイン。発売：カネコ。当時人気のあった美少女絵師10名がキャラクターデザインに参画。
初めに、ランダムに選ばれた3人のキャラクターから一人をパートナーに選び、残りの11人と順次対戦していく。ゲームオーバーになるとパートナーが脱ぐ。なお、イカサマアイテムの類は存在しない。登場人物のうち何人かはギャルズパニックSに流用されている。

## 登場人物
- 峰岸今日子（キャラクターデザイン・荒木瑛）
- 高野まゆこ（啼兎☆）
- 山下亜紀（広江礼威）
- 神崎めぐみ（山田ちゃか）
- 藤村唯（神崎らいむ）
- 我橋雪子（玖村麻子）
- 川上安奈（広田和美）
- 島田深雪（玖村麻子）
- 白井桜（玖村麻子）
- 雨村ひかり（抜山敏弘）
- 楠楓（南野琴）
- ウィナ・バティス（TRUMP）

（）